# The Thin White Duke

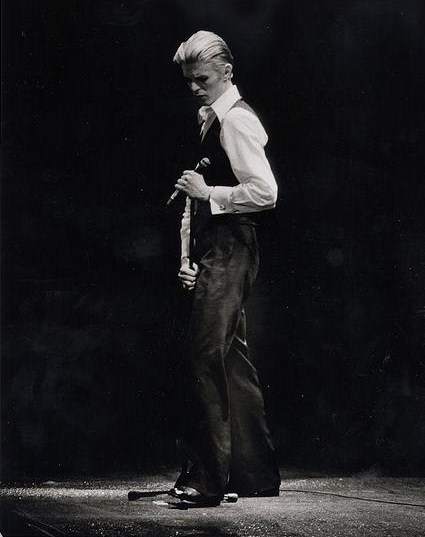
No O'Keefe Center.

The Thin White Duke ("Duque Magro e Branco", em português) foi a última grande persona musical de David Bowie, associada principalmente ao seu álbum Station to Station, de 1976; há referência ao nome desta personagem na faixa-título do álbum. À primeira vista, o "Duke" parecia mais "normal" do que as encarnações anteriores de Bowie, pois usava um vestuário estilizado de cabaré.

No entanto, o consumo pesado de cocaína por parte do astro do rock, nesse período, tornaram a sua personalidade, ou pelo menos a personalidade que ele exibiu durante entrevistas, mais perturbadora do que nunca. Nesta altura disse que vivia de "pimentões vermelhos, cocaína e leite".

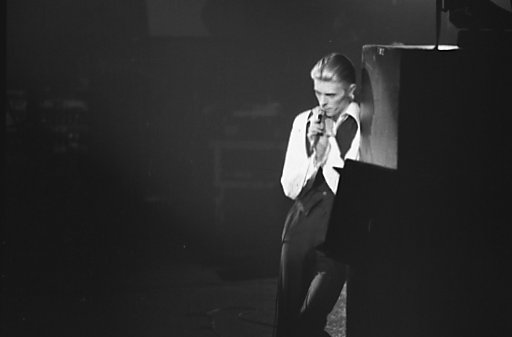
Bowie como o duque no Maple Leaf Gardens, Toronto 1976

Impecavelmente vestido com camisa branca, calças pretas e colete, o "Duke" era um homem vazio que cantava canções de amor com uma intensidade desesperada, enquanto nada sentia, "gelo mascarado de fogo". A personagem tem sido descrita como "um aristocrata demente", "um zumbi amoral"  e "um super-homem ariano sem emoção".
Para o próprio Bowie, o "Duke" era "de fato uma personagem desagradável" e, mais tarde, "um monstro, para mim".
Como o vício havia corroído a sua saúde física e mental, Bowie decidiu mudar-se de Los Angeles para Paris e, depois, para Berlim Ocidental, onde começou a gravar a inovadora Trilogia de Berlim (Low, Heroes e Lodger), com Brian Eno.
Este personagem inspirou grandemente David Sylvian na criação do seu estilo nos tempos de Japan.